# Simon Jan van Ooststroom
Simon Jan van Ooststroom (2 de enero de 1906 -1 de octubre de 1982) fue un botánico y pteridólogo neerlandés.
Estudió y se doctoró en la Universidad de Utrecht, en 1934.

## Algunas publicaciones
Autor de numerosos trabajos taxonómicos botánicos, mayormente sobre Convolvulaceae, fue coeditor de las ediciones 14º a la 19º de la Flora Neerlandica.
- 1955. The Convolvulaceae of New Guinea

- 1948. Additional Notes on the Convolvulaceae of New Guinea

- 1934. A monograph of the genus Evolvulus. En Med. Bot. Mus. & Herb. R. Univ. Utrecht 14: 1-267

## Honores

### Eponimia
- (Asteraceae) Taraxacum ooststroomii Soest[1]

- (Convolvulaceae) Argyreia ooststroomii Hoogland[2]
- La abreviatura «Ooststr.» se emplea para indicar a Simon Jan van Ooststroom como autoridad en la descripción y clasificación científica de los vegetales.[3]